# Peio
Peio (Dialekt Pèi) ist eine italienische Gemeinde (comune) mit 1800 Einwohnern (Stand 31. Dezember 2023) in der Provinz Trient, Region Trentino-Südtirol. Die Gemeinde gehört zur Talgemeinschaft Comunità della Valle di Sole.

## Etymologie
Nach Christian Schneller wurde der Ort erstmals im Jahr 1200 als Pello schriftlich erwähnt. Im Codex Wangianus wird er mit Bezug auf das Jahr 1211 als de Pellio erwähnt. 1285 taucht er unter der Form Peyum auf. Nach Giulia Mastrelli Anzilotti leitet sich der Name vom lateinischen Gentilnamen Pellius ab, der sich wiederum aus dem keltischen Pellus ableitet. Auch nach Carlo Battisti hat der Name keltische Wurzeln und entspricht in etwa dem deutschen Wort Quelle. Das deutsche Exonym für Peio lautet Pell.

## Wappen
Das Wappen wurde ursprünglich für das Thermalbad angefertigt und von der Gemeinde Peio 1982 als Gemeindewappen übernommen. Es spielt auf die Bedeutung der Thermalbads für die Gemeinde Peio an. Das Wappen wurde nicht nach heraldischen Regeln entworfen und zeigt zwei übereinanderliegende goldene, schwarz tauschierte Becken auf silbernem Hintergrund, die auf einer goldenen Säule mit roten Säulentrommeln stehen. Aus dem größeren unteren Becken fließen zwei Wasserfälle links und rechts der Säule ab, während vom kleineren oberen Becken drei Wasserfälle in das untere Becken fließen.

## Geographie
Die Gemeinde liegt etwa 81 km nordwestlich von Trient im gleichnamigen Tal, dem Val di Peio, in der Ortlergruppe. Das Gemeindegebiet hat eine Fläche von 160,3 km².

## Persönlichkeiten
Bruno Kessler (1924–1991), Jurist und Politiker